# بيتر ريتشاردسون (أستاذ جامعي)
بيتر ريتشاردسون (بالإنجليزية: Peter D. Richardson)‏ هو مهندس أمريكي، ولد في 1935.

## وصلات خارجية
- الموقع الرسمي